# Bus Sarganserland Werdenberg
Der Bus Sarganserland Werdenberg, Eigenbezeichnung BUS Sarganserland Werdenberg, war ein Schweizer Verkehrsunternehmen im Sarganserland und im Werdenberg. Im Mai 2010 fusionierte der Bus Sarganserland Werdenberg und der RTB Rheintal Bus. Bus Sarganserland Werdenberg ist heute eine Marke der Bus Ostschweiz AG.

## Geschichte
Die Bus Sarganserland Werdenberg AG wurde am 4. Juli 2007 in Werdenberg gegründet und nahm zum Fahrplanwechsel am 9. Dezember 2007 den Betrieb auf. Ursprünglich wäre geplant gewesen, dass der Bus Sarganserland Werdenberg auch die Linien auf die Flumserberge und ab Bad Ragaz bedient. Mit dem Betrieb dieser Linien wurde allerdings Postauto Ostschweiz beauftragt.
2016 gingen in Sargans und in Walenstadt je ein neues Depot in Betrieb.

## Linienplan
| Linie | Strecke                                         |
| ----- | ----------------------------------------------- |
| 400   | (Mels Wolfriet –) Sargans – Sevelen – Buchs     |
| 410   | Buchs – Grabs (– Gams)                          |
| 411   | Bendern – Gams – Sennwald Post                  |
| 412   | Grabs – Grabserberg – Voralp Kurhaus            |
| 420   | Trübbach – Oberschan – Weite                    |
| 429   | Sargans – Vilters – Wangs – Sargans (Rundlinie) |
| 430   | Sargans – Wangs – Vilters – Sargans (Rundlinie) |
| 431   | Sargans – Oberheiligkreuz – Mels                |
| 432   | (Sargans –) Mels – Weisstannen                  |
| 433   | Sargans – Mels – Plons – Ragnatsch              |
| 442   | Walenstadt – Flums                              |
| 443   | Walenstadt – Walenstadtberg                     |
| 444   | Walenstadt – Unterterzen – Murg                 |
| 445   | Unterterzen – Oberterzen                        |

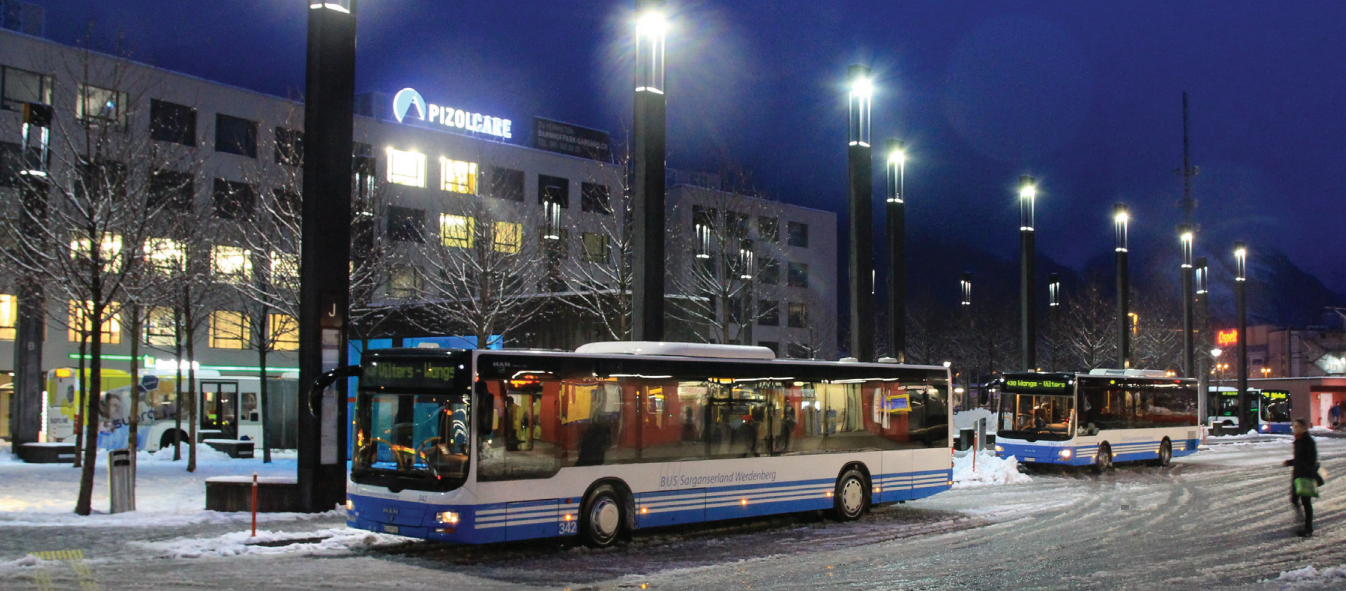
Fahrzeuge des Bus Sarganserland Werdenberg in Sargans

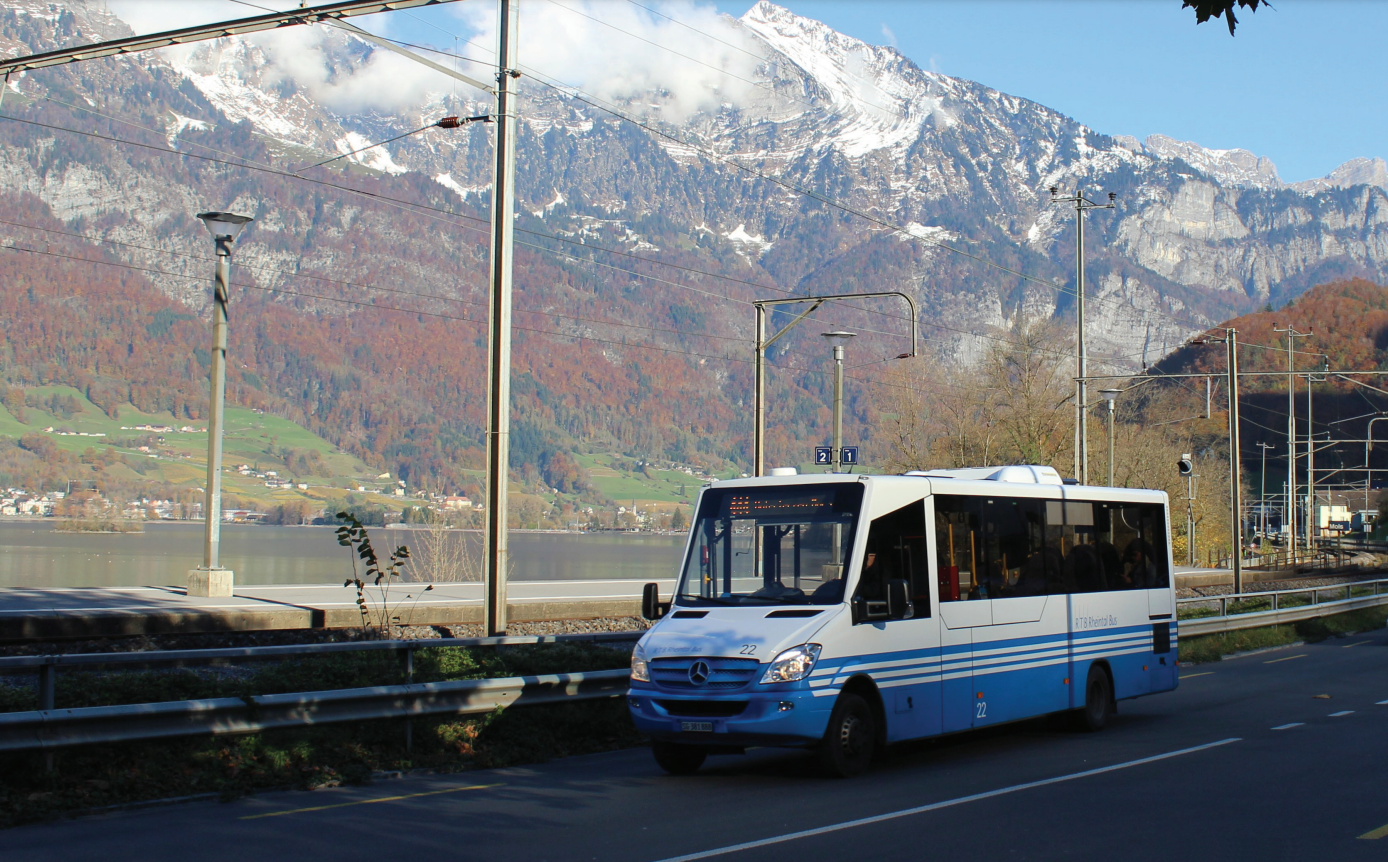
Kleinbus des Rheintal Bus im Einsatz auf der Linie 444 bei Unterterzen am Walensee

Der Nachtbus verkehrt einmal in den Nächten auf den Samstag und den Sonntag als Linie 400 Sargans – Sevelen – Buchs. Ein Zuschlag von 5 Franken wird zusätzlich verrechnet.
Die Linie 434 Sargans – Mels – Vermol verkehrt seit dem 20. Oktober 2013 nicht mehr. Die touristisch orientierte Linie wurde wegen zu geringer Nachfrage eingestellt.

## Fahrzeugpark

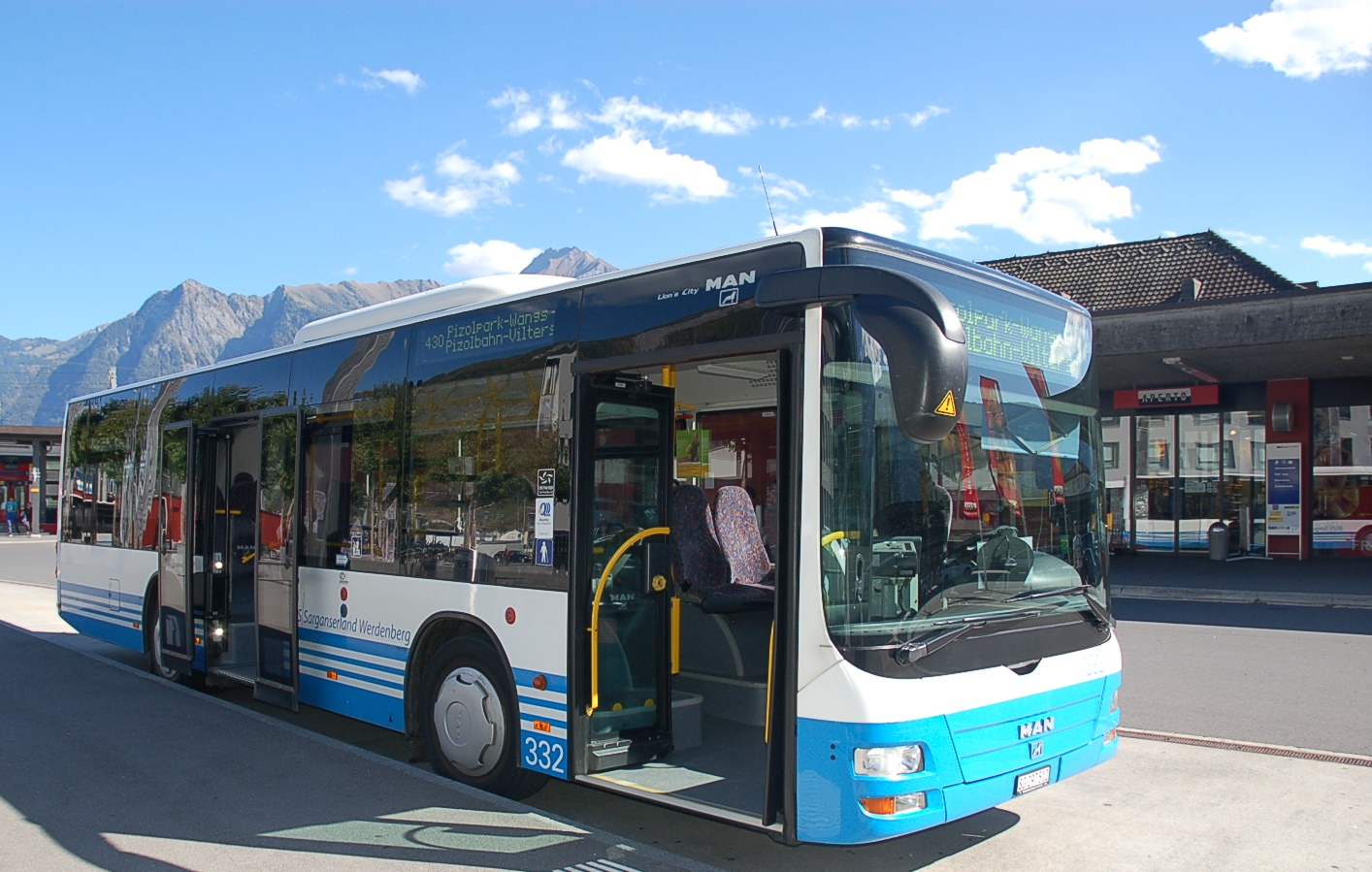
MAN-Bus der Linie 430 in Sargans

Der Bus Sarganserland Werdenberg setzte hauptsächlich auf die Marke MAN: Die Flotte besteht aus 9 Midibussen Typ Lion’s City A66, 3 Midibussen Typ Lion’s City A47 sowie 7 Standardbussen Typ Lion’s City A20. Auf der Linie 443 Walenstadt–Walenstadtberg wird ein Iveco Daily 4×4 eingesetzt. Im Jahr 2008 kam ein Mercedes-Benz City Sprinter hinzu. 2009 wurde ein Mercedes-Benz Citaro Gelenkbus hinzugezogen. Dieser wurde allerdings an den RTB Rheintal Bus abgegeben. Im Gegenzug erhielt der Bus Sarganserland Werdenberg einen MAN Lion’s-City-Gelenkbus vom RTB Rheintal Bus. Da der BSW eigentlich zu wenig Fahrzeuge hat, verkehren regelmässig auch RTB-Busse auf den Linien 400, 410 und 411, gelegentlich auch auf den Linien 429/430.
Zurzeit ist ein RTB-Bus der Marke Kutsenits in der Region Walenstadt unterwegs, meistens auf der Linie 444.